# Eva mới
Eva Mới là một tước hiệu dành cho Maria, mẹ của Chúa Giêsu Kitô, và có thể được coi là danh hiệu giáo lý cổ xưa nhất của Đức Mẹ trong Giáo hội Kitô giáo sơ khai. Cả Giáo hội phương Đông và giáo hội phương Tây đều chấp nhận tước hiệu này có truyền thống từ thời các thánh Tông đồ và thời Giáo hội tiên khởi.
Tước hiệu này thường được quy chiếu tới bà Eva đã được đề cập trong Sách Sáng Thế (3:15): "Ta sẽ gây mối thù giữa mi và người đàn bà, giữa dòng giống mi và dòng giống người ấy, người ấy sẽ đạp vỡ đầu mi, và mi sẽ rình cắn gót chân người ấy".
Trong cuốn Adversus haereses (5,19.1) thánh Irênê đã diễn tả như sau: "Cũng như bà kia -nghĩa là bà Evà- đã bị quyến rũ do lời lẽ của một thiên sứ, đến nỗi đã lìa xa Thiên Chúa bởi vì làm lỗi lời của Người, thì bà này -nghĩa là bà Maria- đã tiếp nhận tin mừng do lời lẽ của một thiên thần đến nỗi đã cưu mang Thiên Chúa bởi vì vâng theo lời của Người. Cũng như bà kia đã bị dụ dỗ để bất tuân Thiên Chúa thì bà này đã được khuyến dụ để vâng lời Chúa. Vì thế mà trinh nữ Maria trở thành trạng sư cho bà trinh nữ Eva. Cũng như nhân loại đã bị cái chết đô hộ vì một trinh nữ, thì cũng được giải thoát khỏi cái chết nhờ một trinh nữ; như vậy sự bất tuân của một trinh nữ đã được chấn chỉnh lại nhờ sự tuân phục của một trinh nữ…". Điều này cũng được nhắc lại trong Hiến chế Ánh sáng muôn dân của Công đồng Vatican II.
Sách Giáo lý Hội thánh Công giáo đã tóm tắt vai trò của Đức Maria vào chương trình cứu chuộc của Thiên Chúa: "Maria đã hợp tác vào sự cứu độ nhân loại bằng niềm tin tự do và bằng sự vâng phục. Người đã nói lên tiếng "xin vâng" nhân danh toàn thể nhân loại - "locus totius humanae naturae": nhờ sự vâng phục của mình, Người đã trở thành bà Eva mới, bà mẹ những người sống" (số 511).